# 신오히라시타역
신오히라시타역(일본어: 新大平下駅, しんおおひらしたえき)은 일본 도치기현 도치기시에 있는 도부 철도 닛코 선의 역이다. 역 번호는 TN 10이다.

## 역사
- 1931년 11월 1일: 영업 개시.

## 역 구조
섬식 승강장 2면 4선의 지상역이다. 동,서쪽 출입구의 양쪽에 역사가 있고 각 승강장은 과선교에서 연결된다. PASMO 대응 자동 개찰기 설치역이다. 화장실은 각 승강장의 개찰 내에 설치되어 있다.
1970년경까지 히타치 제작소 도치기 공장에 직접 끌려갔던 화물 전용선의 일부를 재이용한 극히 짧은 유치선이 4번 선의 바깥(동쪽 출입구 역사쪽)에 있는 공사용 기계 등이 유치되었다.

### 승강장
| 번호 | 노선    | 방향 | 행선                                                                                            |
| ---- | ------- | ---- | ----------------------------------------------------------------------------------------------- |
| 1    | 닛코 선 | 하행 | 신토치기・도부 닛코・ 기누가와 선・ 우쓰노미야 선 도부 우쓰노미야 방면                          |
| 2    | 닛코 선 | 상행 | 미나미쿠리하시・도부 도부쓰코엔・ 도부 스카이트리 라인 기타센주・도쿄 스카이트리・아사쿠사 방면 |

## 역 주변
- 도치기 시 관공서 오히라 종합 지소(옛, 오히라 정사무소)
- 도시 교류 센터 플라츠 오히라
- 도치기 시 다이라 도서관
- 도치기 시 다이라 체육관
- 도치기 시 다이라 문화 회관
- 도치기 시 다이라 공민관
- 오히라 운동 공원
- 오다이라 건강 복지 센터 유히 플라자
- 오다니시 지구 마을 회관
- 오히라 정 포도 단지
- 도치기 시 오히라 역사 민속 자료관・향토 자료관
- 도치기 시 소방서 오히라 분서(구, 도치기 소방서 오히라 분소)
- 도치기 시립 오히라 중학교
- 도치기 시립 오히라추오 초등학교
- 오다이라 우체국
- 동일본여객철도(JR 동일본) 료모 선 오히라시타역 - 본 역의 북쪽에서 도보 15분 또는 버스로 5분.
- 히타치 어플라이언스 도치기 사업소(옛, 히타치 제작소 도치기 공장)

## 사진

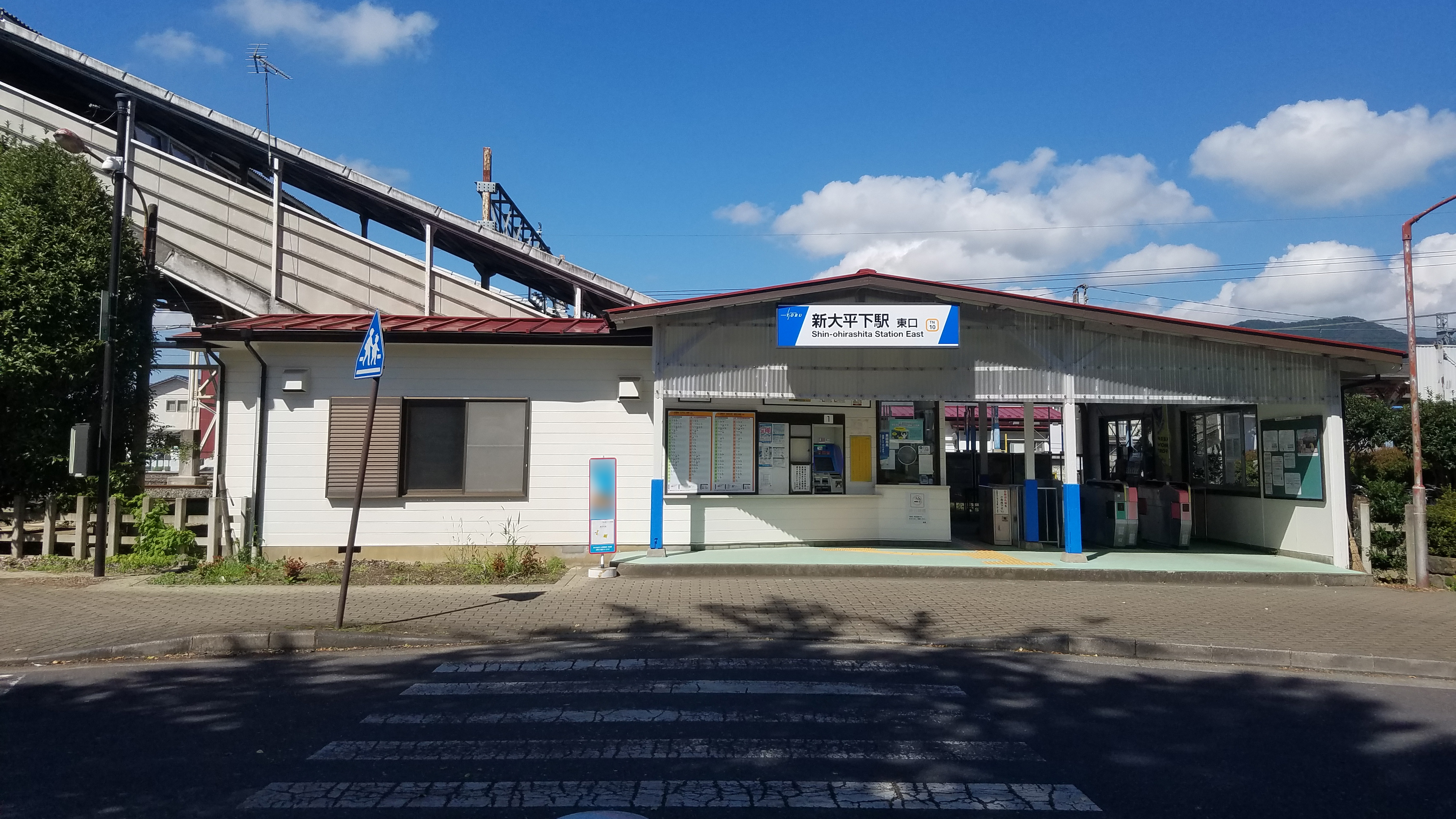
동쪽 출입구(2021년 9월)

## 인접역
| 도부 철도 닛코 선                               | 도부 철도 닛코 선  | 도부 철도 닛코 선           |
| ----------------------------------------------- | ------------------ | --------------------------- |
| TN 07 이타쿠라토요다이마에 도부 도부쓰코엔 방면 | ■ 급행 ■ 구간 급행 | 도치기 TN 11 도부 닛코 방면 |
| TN 09 시즈와 도부 도부쓰코엔 방면               | ■ 보통             | 도치기 TN 11 도부 닛코 방면 |